# Brada verrucosa
Brada verrucosa är en ringmaskart som beskrevs av Chamberlin 1919. Brada verrucosa ingår i släktet Brada och familjen Flabelligeridae. Inga underarter finns listade i Catalogue of Life.